# 北京周报
《北京周报》（英語：Beijing Review）是中华人民共和国的一份官方英文周刊，由中国外文出版发行事业局管理，北京周报社出版。

## 概况
《北京周报》创刊于1958年3月，最初英文名为“Peking Review”，在中国全面改用汉语拼音作为译名标准后改为现名。杂志主要报道中国的政治经济现状，介绍中国政府对内对外的重大方针政策等。
《北京周报》也曾出版过法文、西班牙文、日文及德文版实体刊，不过除英文版仍保留实体刊外，其他语言版本均已于2000年12月停刊，仅保留网络版。
2020年10月，美国国务院将《北京周报》列为“外国使团”。中国外交部发言人赵立坚同月22日在例行记者会上表示，美方做法是对中国驻美媒体及记者的“政治打压和污名化”。